# Jorge Saffirio
Jorge Alejandro Saffirio Espinoza (Temuco, 9 de junio de 1953) es un constructor civil y político chileno, exmilitante del Partido Demócrata Cristiano. Desde marzo de 2022 ejerce como diputado por el distrito N°22 de la Región de La Araucanía. Anteriormente se desempeñó como alcalde de Victoria (2000-2008) y gobernador de Malleco (2008-2010).

## Biografía

### Vida personal y estudios
Es hijo de Constantino Saffirio Vásquez y Lya Espinoza Sánchez. Es hermano del exdiputado y exalcalde de Temuco, René Saffirio, y primo del exdiputado Eduardo Saffirio.
Se casó con Raquel Bernadita Peña Castro el 5 de febrero de 1981, con quien tiene tres hijas.
Estudió construcción civil en la actual Universidad de La Frontera (Ufro) en Temuco.

### Carrera política
En 1996 fue elegido como concejal de Victoria. En 2000 fue elegido alcalde por la misma comuna, logrando la reelección en 2004. En 2008, 2012 y 2021 intentó volver al municipio, pero perdió en las tres elecciones.
Fue gobernador de Malleco entre 11 de diciembre de 2008 al 11 de marzo de 2010. También ejerció durante un tiempo como Director Regional del Servicio de Vivienda y Urbanización (Serviu) en 2014.
Para las elecciones parlamentarias de 2021 se presentó como candidato a diputado por el distrito N°22, que comprende las comunas de Angol, Collipulli, Curacautín, Ercilla, Galvarino, Lautaro, Lonquimay, Los Sauces, Melipeuco, Perquenco, Purén, Renaico, Traiguén, Victoria y Vilcún, en la lista de Nuevo Pacto Social. Fue elegido con 5.913 votos, equivalentes al 5,49% del total de los sufragios válidamente emitidos. Asumió el 11 de marzo de 2022.
El 30 de noviembre de 2022 año el presidente de la bancada del PDC, Eric Aedo, confirmó que tanto Saffirio como la diputada Joanna Pérez habían renunciado a su militancia en el partido. En enero de 2023 se incorporó al partido en formación Demócratas.

## Controversias
En julio de 2017 el medio electrónico El Mostrador informó que Saffirio había sido denunciado acoso sexual por una funcionaria de Serviu de La Araucanía. Aunque en el sumario se propuso la destitución del cargo, la entonces presidenta Michelle Bachelet firmó su sobreseimiento.

## Historial electoral

### Elecciones municipales de 1996
- Elecciones municipales de 1996, para la alcaldía de Victoria[5]

| Candidato                  | Pacto                          | Partido | Votos | %     | Resultados |
| -------------------------- | ------------------------------ | ------- | ----- | ----- | ---------- |
| Patricio Villablanca Leiva | Concertación por la Democracia | PPD     | 5376  | 31,44 | Alcalde    |
| Jorge Saffirio Espinoza    | Concertación por la Democracia | DC      | 2568  | 15,02 | Concejal   |
| Hugo Monsalves Castillo    | Concertación por la Democracia | PPD     | 1904  | 11,14 | Concejal   |
| Alvaro Greenhill Martinez  | Unión por Chile                | ILD     | 1699  | 9,94  | Concejal   |
| Juan Pablo Villagran Duran | Concertación por la Democracia | PS      | 820   | 4,80  | Concejal   |
| Arnoldo García Salazar     | Unión por Chile                | RN      | 812   | 4,75  | Concejal   |
| Berta Bravo Inostroza      | Unión por Chile                | RN      | 708   | 4,14  |            |
| Irene Benavides Vallejos   | Unión por Chile                | RN      | 697   | 4,08  |            |

### Elecciones municipales de 2000
- Elecciones municipales de 2000, para la alcaldía de Victoria[6]

| Candidato                  | Pacto                          | Partido | Votos | %     | Resultados |
| -------------------------- | ------------------------------ | ------- | ----- | ----- | ---------- |
| Álvaro Greenhill Martínez  | Alianza por Chile              | UDI     | 4190  | 24,83 | Concejal   |
| Jorge Saffirio Espinoza    | Concertación por la Democracia | PDC     | 4116  | 24,39 | Alcalde    |
| Hugo Monsalves Castillo    | Concertación por la Democracia | PPD     | 2933  | 17,38 | Concejal   |
| Ana Illesca Pérez          | Alianza por Chile              | ILC     | 1894  | 11,22 | Concejal   |
| Juan González Almeida      | Concertación por la Democracia | PPD     | 1168  | 6,92  | Concejal   |
| Juan Pablo Villagran Duran | Concertación por la Democracia | PS      | 971   | 5,71  |            |
| Marisol Acuña Riquelme     | Alianza por Chile              | ILC     | 479   | 2,84  | Concejal   |

### Elecciones municipales de 2004
- Elecciones municipales de 2004, para la alcaldía de la comuna de Victoria[7]

| Candidato                         | Pacto                           | Partido | Votos | %     | Resultado |
| --------------------------------- | ------------------------------- | ------- | ----- | ----- | --------- |
| Jorge Alejandro Saffirio Espinoza | Concertación por la Democracia  | PDC     | 5515  | 33,64 | Alcalde   |
| Alberto Francois Rosas            | Alianza                         | RN      | 3846  | 23,46 |           |
| Hugo Monsalves Castillo           | Independiente (fuera de pacto)  | Ind.    | 3724  | 22,72 |           |
| Patricio Villablanca Leiva        | Nueva Alternativa Independiente | ANI     | 3308  | 20,18 |           |

### Elecciones municipales de 2008
- Elecciones municipales de 2008, para la alcaldía de la comuna de Victoria[8]

| Candidato                   | Pacto                    | Partido | Votos | %     | Resultado |
| --------------------------- | ------------------------ | ------- | ----- | ----- | --------- |
| Hugo Monsalves Castillo     | Por un Chile Limpio      | ILA     | 6340  | 39,49 | Alcalde   |
| Gregorio De La Maza Larraín | Alianza                  | UDI     | 5094  | 31,73 |           |
| Jorge Saffirio Espinoza     | Concertación Democrática | PDC     | 4415  | 27,50 |           |
| María Inés Alcaman Mena     | Juntos Podemos Más       | ILD     | 207   | 1,29  |           |

### Elecciones municipales de 2021
- Elecciones municipales de 2021, para la alcaldía de la comuna de Victoria[9]

| Candidato                         | Pacto                          | Partido | Votos | %     | Resultado |
| --------------------------------- | ------------------------------ | ------- | ----- | ----- | --------- |
| Javier Alejandro Jaramillo Soto   | Independiente (fuera de pacto) | Ind.    | 5070  | 40,67 | Alcalde   |
| Hugo Rolando Monsalves Castillo   | Chile Vamos                    | ILXX    | 3805  | 30,53 |           |
| Ariel Guzmán Iturra               | Independiente (fuera de pacto) | Ind.    | 2070  | 16,61 |           |
| Jorge Alejandro Saffirio Espinoza | Unidos por la Dignidad         | PDC     | 1520  | 12,19 |           |

### Elecciones parlamentarias de 2021
- Elecciones parlamentarias de 2021 a Diputado por el distrito 22 (Angol, Collipulli, Curacautín, Ercilla, Galvarino, Lautaro, Lonquimay, Los Sauces, Melipeuco, Perquenco, Purén, Renaico, Traiguén, Victoria y Vilcún).[10]

| Candidato                  | Pacto                   | Partido | Votos  | %     | Resultado |
| -------------------------- | ----------------------- | ------- | ------ | ----- | --------- |
| Jorge Rathgeb Schifferli   | Chile Podemos Más       | RN      | 20 427 | 18.97 | Diputado  |
| Juan Carlos Beltrán Silva  | Chile Podemos Más       | RN      | 10 727 | 9.96  | Diputado  |
| Andrea Parra Sauterel      | Nuevo Pacto Social      | PPD     | 6957   | 6.46  |           |
| Gloria Naveillán Arriagada | Frente Social Cristiano | PRCh    | 6247   | 5.80  | Diputada  |
| Karin Mella Candia         | Chile Podemos Más       | UDI     | 5949   | 5.53  |           |
| Jorge Saffirio Espinoza    | Nuevo Pacto Social      | PDC     | 5942   | 5.52  | Diputado  |
| Renato Hauri Gómez         | Nuevo Pacto Social      | PDC     | 4967   | 4.61  |           |
| Enrique Estay Cuevas       | Frente Social Cristiano | PRCh    | 4401   | 4.09  |           |
| Pablo Herdener Truan       | Chile Podemos Más       | UDI     | 3664   | 3.40  |           |
| José Millalen Pailla       | Dignidad Ahora          | IND-PI  | 3279   | 3.05  |           |
| Silvana Cárcamo Jerez      | Partido de la Gente     | PDG     | 3263   | 3.03  |           |